# Ivano Bucci
Pour les articles homonymes, voir Bucci.
Ivano Bucci (né le 1er décembre 1986) est un athlète saint-marinais, spécialiste du 400 mètres.

## Carrière
Bucci participe aux championnats du monde de 2003 et de 2007 où il bat son record. En 2005, il obtient une médaille de bronze lors des Jeux des petits États d'Europe sur le relais 4 × 400 mètres et échoue aux jeux de 2007. En 2008, il participe aux championnats d'Italie junior et ramène une médaille de bronze. Enfin, il participe aux Jeux olympiques d'été de 2008 où il termine avant-dernier de sa série (7e) avec un résultat de 48 s 54, égalant son record des championnats du monde de 2007.

### Palmarès
| Date | Compétition                    | Lieu   | Résultat | Épreuve   | Performance |
| ---- | ------------------------------ | ------ | -------- | --------- | ----------- |
| 2011 | Jeux des petits États d'Europe | Schaan | 3e       | 4 × 100 m | 42 s 21     |

### Records
100 m : 11 s 24

400 m : 48 s 54

4*100 m : 42 s 21